# Рафаель Мельдола
Рафаель Мельдола (англ. Raphael Meldola, 19 липня 1849, Іслінгтон, Лондон — 16 листопада 1915 Лондон) - британський хімік і ентомолог. З 1912 по 1915 рік він був професором органічної хімії Лондонського університету.

## Наукова діяльність
Мельдола займався не лише хімією, а й археологією, біологією (ентомологія, кольори метеликів і тварин), астрономією, фотографією, геологією та ін. У 1881 році він синтезував перший оксазін - Meldola's blue.

## Відзнаки
У 1913 році Мельдола отримав Медаль Деві. У 1886 році він став членом Лондонського королівського товариства та Лондонського королівського астрономічного товариства. Він був президентом Лондонського королівського ентомологічного товариства з 1895 по 1897, хімічного товариства з 1905 по 1907 роки та товариства хімічної промисловості в 1908-1909 роках.
Щорічна медаль Мельдола, Королівського хімічного товариства названа його іменем.